# 1452年
| 千纪： | 2千纪 |
| 世纪： | 14世纪 \| 15世纪 \| 16世纪                                                                                 |
| 年代： | 1420年代 \| 1430年代 \| 1440年代 \| 1450年代 \| 1460年代 \| 1470年代 \| 1480年代                           |
| 年份： | 1447年 \| 1448年 \| 1449年 \| 1450年 \| 1451年 \| 1452年 \| 1453年 \| 1454年 \| 1455年 \| 1456年 \| 1457年 |
| 纪年： | 壬申年（猴年）；明景泰三年；越南大和十年；日本寶德四年，享德元年                                           |

## 大事记
- 羅馬教皇尼古拉五世給腓特烈三世加冕為神聖羅馬帝國皇帝，神聖羅馬帝國進入哈布斯堡王朝。
- 羅馬教皇尼古拉五世下令重建聖伯多祿大殿，共花了超過150年才完成。
- 1月19日——投靠郭爾羅斯部的蒙古大汗脫脫不花被其頭目沙不丹殺害。

## 出生
- 3月10日——费尔南多二世，阿拉贡国王和统一西班牙的第一位国王。（1516年逝世）[1]
- 3月12日——朱见澍，明朝秀怀王，明英宗朱祁镇第五子。（1472年逝世）
- 4月15日——列奥纳多·达·芬奇，意大利文艺复兴時期画家（1519年逝世）[2]
- 4月19日——費德里科一世，那不勒斯国王。（1504年逝世）[3]
- 7月27日——卢多维科·斯福尔扎，米兰公爵。（1508年逝世）[4]
- 9月21日——吉羅拉莫·薩佛納羅拉，意大利宗教改革者。（1498年逝世）[5]
- 10月2日——理查三世，英國國王。（1485年逝世）[6]
- 迪奥戈·康，葡萄牙探险家。（1486年逝世）

## 逝世
- 格弥斯托士·卜列东，希腊哲学家
- 1月19日——脫脫不花，鞑靼君主，第26代蒙古大汗，元天元帝脫古思帖木兒次子哈爾古楚克的孙子，阿齋的长子。